# Центральный республиканский банк ДНР
Центральный республиканский банк Донецкой Народной Республики был создан 7 октября 2014 года, когда Совет министров самопровозглашённой ДНР внёс изменения в Постановление о Министерстве финансов ДНР, предусматривающие создание «Центрального республиканского банка Донецкой Народной Республики».
ЦРБ ДНР являлся главным банком республики. Первоначально банк обслуживал только государство и юридические лица. С 12 марта 2015 года банк стал открывать счета и для физических лиц.
18 марта 2015 года президиум Совета министров ДНР установил список законных средств платежа на территории ДНР: украинская гривна, российский рубль, доллар США и евро, при этом учётными валютами являются рубль и гривна. ЦРБ ДНР поручено обеспечить ежедневную официальную публикацию установленных им курсов гривны к рублю, доллару и евро, которые обязательны при пересчёте цен на товары и услуги.
В апреле 2015 года в соответствии с указом главы ДНР «Почта Донбасса» и Центральный республиканский банк ДНР официально приступили к регулярным выплатам пенсий и пособий населению.
6 мая 2015 года президиум Совета министров ДНР утвердил Положение о Центральном республиканском банке, в котором ЦРБ ДНР заявлялся республиканским органом управления с особым статусом. Банк выполнял функции расчётно-кассового органа ДНР, осуществлял деятельность по оказанию банковских и иных услуг, а также являлся уполномоченным органом по лицензированию в сфере банковской деятельности, профессиональной деятельности на рынке ценных бумаг и деятельности по предоставлению финансовых услуг. Деятельность банка координировалась Советом министров ДНР.
28 сентября 2015 года президиум Совета министров ДНР установил, что денежной единицей на территории ДНР с 1 сентября 2015 года является российский рубль. Цены, тарифы и прочие обязательства должны указываться в рублях, а установленные ранее в гривнах по состоянию на 1 сентября 2015 — пересчитываются в рубли по курсу: 1 гривна = 2 рубля. Гривна, доллар США и евро сохраняли статус законного платёжного средства. Банку поручено ежедневно публиковать установленные им официальные курсы рубля к гривне, доллару и евро.
По состоянию на декабрь 2015 года ЦРБ открыто 257 отделений в 24 городах республики, больше всего отделений было в Донецке (80), Макеевке (39) и Горловке (19). Число открытых счетов в Центральном республиканском банке на тот момент превысило 440 тыс.: бюджетные организации составляли порядка 40 тысяч единиц, юридические лица — свыше 16 тысяч, физлица — более 380 тысяч.
В июле 2015 года было объявлено о запуске в тестовом режиме системы пластиковых карт.
По состоянию на октябрь 2016 года в республике функционировали 94 банкомата, 532 POS-терминала, выдано более 505 тысяч платёжных карт.
Центробанк обслуживал более тысячи компаний-импортеров и более 500 экспортеров. Ежемесячно банк осуществлял более 4 тысяч услуг по перечислению средств за импорт и более 2 тысяч за экспорт. Общий объем операций по экспорту-импорту составлял более 6 миллиардов рублей (или 90 миллионов долларов) в месяц. В 2020 банк ввёл услугу онлайн-банкинга «ЦРБ Онлайн», за полгода работы в программе зарегистрировалось порядка 50 тысяч пользователей.
По состоянию на июль 2021 года в республике функционировали 232 банкомата, 2335 POS-терминала (из которых 406 в отделениях банка, а 1929 в различных торговых сетях), выдано около 1,5 миллиона платёжных карт.
В июне 2022 года стало известно, что в связи с заходом в ДНР российского «Промсвязьбанка» ЦРБ передаст ему функции по обслуживанию населения.
Согласно указу президента РФ от 21.11.2022 № 841 Центробанк ДНР преобразован в ООО "ПСБ-Донецк", а 3 февраля 2023 г. перешёл в собственность Промсвязьбанка.
Регуляторные функции на территории ДНР будет осуществлять территориальное учреждение Банка России «Отделение по Донецкой Народной Республике Южного главного управления
Центрального банка Российской Федерации (Отделение-Донецк)», созданное 9 декабря 2022 г. 
С 6 октября 2022 ЦРБ ДНР не устанавливает официальные курсы валют и банковских металлов, а также ключевую ставку. 10 июля 2023 года ООО "ПСБ Донецк" (наименование юридического лица ЦРБ ДНР) прекратило свое существование, путем полного присоединения к Промсвязьбанку.